# Urbano Benigno Prunotto
Urbano Benigno Prunotto (Alba, 20 novembre 1886 – Alba, 14 aprile 1948) è stato un agricoltore e politico italiano.

## Biografia
Nato da una famiglia contadina una volta completati gli studi costituisce nel 1919 un movimento rurale denominato Gruppo dei contadini. Lo scopo era quello di porsi in posizione autonoma rispetto al movimento socialista, attivo nella tutela anche esasperata dei diritti dei contadini, al neonato Partito Popolare, che si rivolgeva al ceto medio-basso e all'alleanza tra i gruppi fascisti ed i grandi proprietari terrieri. Lo scopo è quello di unire i valori del socialismo, molto radicato nel mondo contadino, rifiutandone le tendenze sovversive e antidemocratiche che il PSI manifestava nelle fabbriche.
Nel 1920 il movimento diventa il Partito dei Contadini d'Italia, con un programma socialista riformista indipendente e con lo slogan "dare ai rurali una coscienza politica e agli italiani una coscienza rurale".
L'attività si diffonde in tutti i paesi della Langa e del Reto e il nuovo partito si presenta alle elezioni provinciali del 1920. Prunotto viene eletto nel collegio Alba 1 sconfiggendo i candidati popolare e socialista assieme ad altri esponenti del partito eletti nei collegi vicini. Forte di questo successo si presenta anche alle elezioni comunali di Alba (31 ottobre 1920), dove però il sistema elettorale maggioritario favorisce i popolari (24 seggi su 30) e limita il partito dei contadini a soli quattro seggi. 
Nel 1921, intanto, è stato eletto deputato come unico rappresentante del partito.
Nel 1922, quando i fascisti occupano il municipio, partecipa alla riunione del consiglio comunale in casa del sindaco, dove viene approvato un ordine del giorno contro lo scioglimento del consiglio comunale. Prunotto si impegna in modo particolare nella battaglia contro la deviazione delle acque del Tanaro in Liguria per il riformimento di una centrale idroelettrica. Nello stesso anno il partito è radicato in tutto il Piemonte e stampa anche un quindicinale, La voce del contadino, che si definisce organo dei piccoli e medi produttori rurali. 
Nel 1924 si ripresenta alle ultime elezioni politiche democratiche (seppur condizionate dalla violenza fascista) e viene nuovamente rieletto con una forte affermazione sul partito popolare. Dopo la crisi Matteotti il partito si divide tra chi sostiene l'adesione al fascismo, chi vuole rimanere neutrale e chi vuole invece combatterlo. Prunotto aderisce alla Secessione dell'Aventino (ma non risulta sia stato dichiarato decaduto). La divisione porta allo scioglimento del partito e Prunotto si ritira a vita privata fino al 1946, quando viene chiamato a far parte della Consulta comunale di Alba su nomina del CLN. Riorganizza anche il partito ma nel frattempo le realtà rurali sono diventate terreno elettorale della Democrazia Cristiana. Alle elezioni comunali del 24 marzo 1946 nessuno dei candidati viene eletto a causa del sistema maggioritario, col consiglio comunale predominato dalla DC e da una pattuglia del Fronte popolare. 
Deluso da questo risultato abbandona definitivamente la vita politica; muore circa due anni dopo, nell'aprile 1948 all'età di 61 anni. Nel frattempo il Partito dei contadini continua l'attività fino al 1963, quando confluisce nel Partito Repubblicano Italiano. 